# Rocquencourt (Yvelines)
Pour les articles homonymes, voir Rocquencourt.
Rocquencourt est l'une des deux communes déléguées, avec Le Chesnay, de la commune nouvelle du Chesnay-Rocquencourt située dans le département des Yvelines en région Île-de-France.
Ses habitants sont appelés les Rocquencourtois.

## Géographie

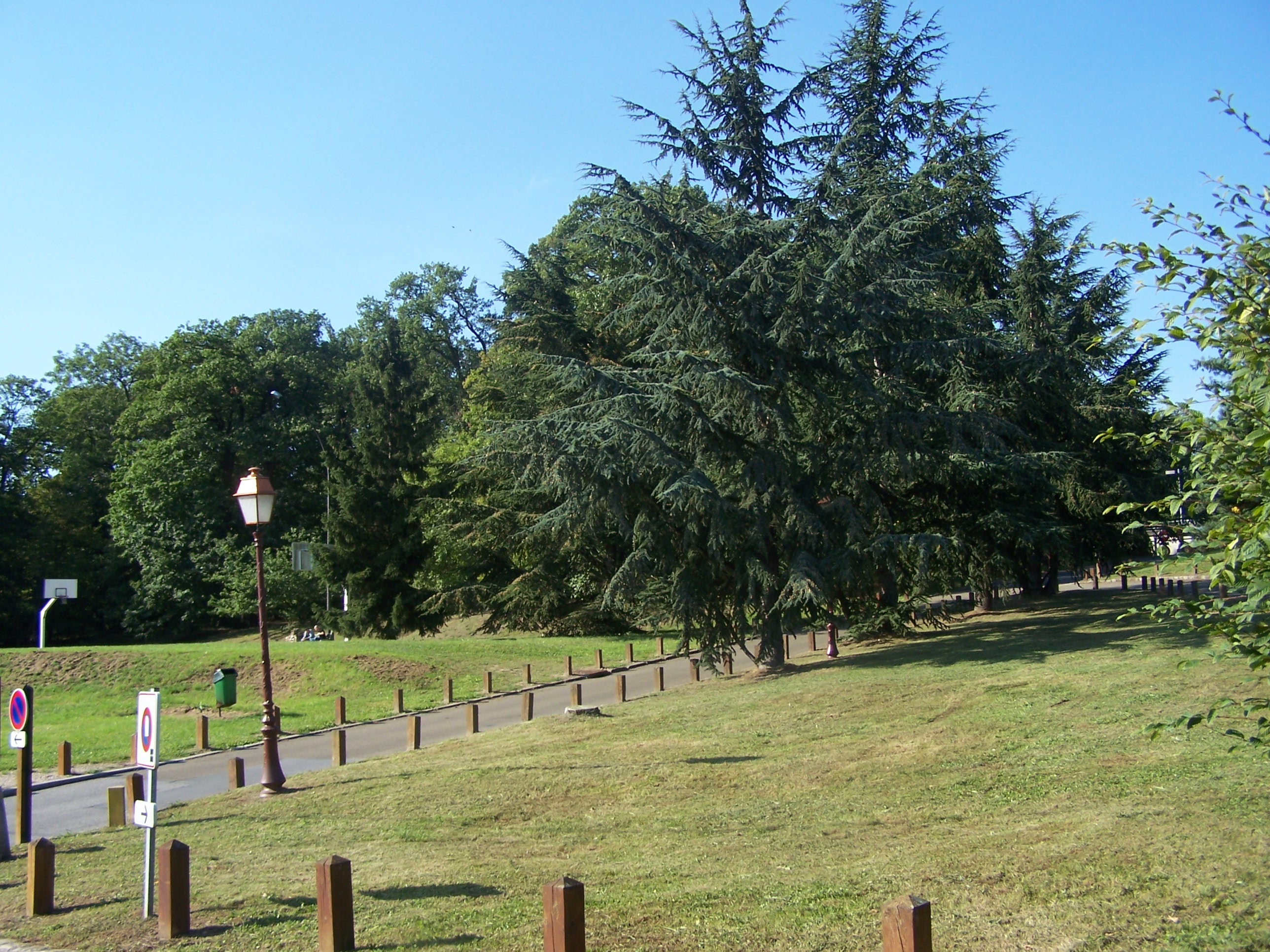
Le parc du bourg.

### Localisation
Le territoire communal de Rocquencourt appartient à la plaine de Versailles, à une altitude moyenne de 130 mètres, adossé au nord au relief couvert par la forêt de Marly. Ce territoire est relativement réduit (C'est l'une des plus petites communes des Yvelines) et manque singulièrement d'unité. Il est occupé au sud-ouest par le domaine de Chèvreloup, contigu au parc de Versailles et qui héberge l'arboretum du même nom, couvrant environ la moitié de la commune ; au nord, il englobe la marge sud de la forêt de Marly, tandis que l'espace situé à l'est de la route nationale 186 est couvert par les grands ensembles résidentiels du Domaine et de Parly 2. La commune est traversée par de grandes infrastructures routières : l'autoroute A13, à 2×3 voies, dans le nord à la limite avec La Celle-Saint-Cloud, la route départementale 307 parallèle à l'autoroute, reliant Saint-Cloud à la vallée de la Mauldre, qui comporte 2×2 voies à la traversée de la commune, et la route nationale 186 orientée nord–sud (liaison Versailles–Saint-Germain-en-Laye), raccordée aux précédentes par deux échangeurs.
La partie urbanisée représente environ un quart de la superficie totale[réf. nécessaire]. Elle est constituée essentiellement d'immeubles d'habitations et de bureaux généralement de trois à cinq étages.
Le triangle de Rocquencourt, qui est l'échangeur des autoroutes A13 et A12, se situe en réalité dans la commune voisine de Bailly.

### Communes limitrophes
La commune de Rocquencourt est limitrophe de La Celle-Saint-Cloud au nord-est, du Chesnay à l'est, de Versailles au sud, de Bailly à l'ouest et de Louveciennes au nord.

### Hydrographie
Rocquencourt est drainée par le ru de Chèvreloup, affluent du ru de Gally, qui prend sa source dans le domaine de Chèvreloup.

### Transports et déplacements
La ville ne possède pas de gare, cependant elle est desservie par les lignes 1, 2, 5, 9, 17 et 71 du réseau de bus Grand Versailles, 9 et Express 1 du réseau de bus Saint-Germain Boucles de Seine et 17S du réseau de bus Centre et Sud Yvelines.
Des pistes cyclables reliant Versailles à Bailly passent par Rocquencourt.

### Urbanisme
La commune est constituée de plusieurs quartiers : 
- Le Parc, qui comprend 12 résidences nichées au cœur de la forêt ;
- Le Domaine, qui constitue le centre de la commune ;
- Le Bourg, situé entre l'INRIA et  la résidence du Clos des 3 Fontaines ;
- Parly 2, réparti entre Le Chesnay et Rocquencourt ;
- Le  hameau de Chèvreloup, qui jouxte l'Arborétum et la caserne des pompiers de Paris[1].

La municipalité a engagé en 2013 la restructuration du vieux bourg, en vue de la construction de 300 nouveaux logements, dont plus de 80 sociaux sous l’égide de Versailles Habitat, ainsi que 4 500 m2 d’équipement et de commerces de proximité, permettant d'accroître le taux de logements sociaux, qui n'était alors que de 7 %, en violation des dispositions de la Loi SRU.
La commune a lancé en 2017 en vue de réurbanisation du site de 12 ha de l'INRIA, en vue d'y réaliser des bureaux paysagers, des logements et un petit dépôt pour les bus Phébus.

## Toponymie
Le nom de la commune est attesté sous les formes latinisées Rocconis curtum en 678, Rocconcurtis en 691, Rocconis Curtis en 862, au VIIe siècle (le « domaine de Roccon », feudataire de Thierry III, roi de Neustrie, de Bourgogne et d'Austrasie), Rocencort en 1209, Roquencort en 1230, Rocancourt au XVIIIe siècle.
Sens incertain, mais il pourrait s'agir d'un nom de personne d'origine germanique, Roccon (racine hrok = corneille).

## Histoire

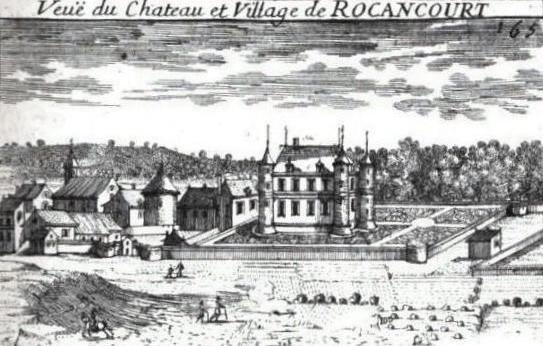
Rocquencourt sous Louis XIV (Manesson Mallet, 1702).

Le Chesnay dépendait de la paroisse de Rocquencourt quand en 1683, Louis XIV l'acheta pour l'inclure dans le parc de Versailles.
Le château de Beauregard fut construit en 1786.

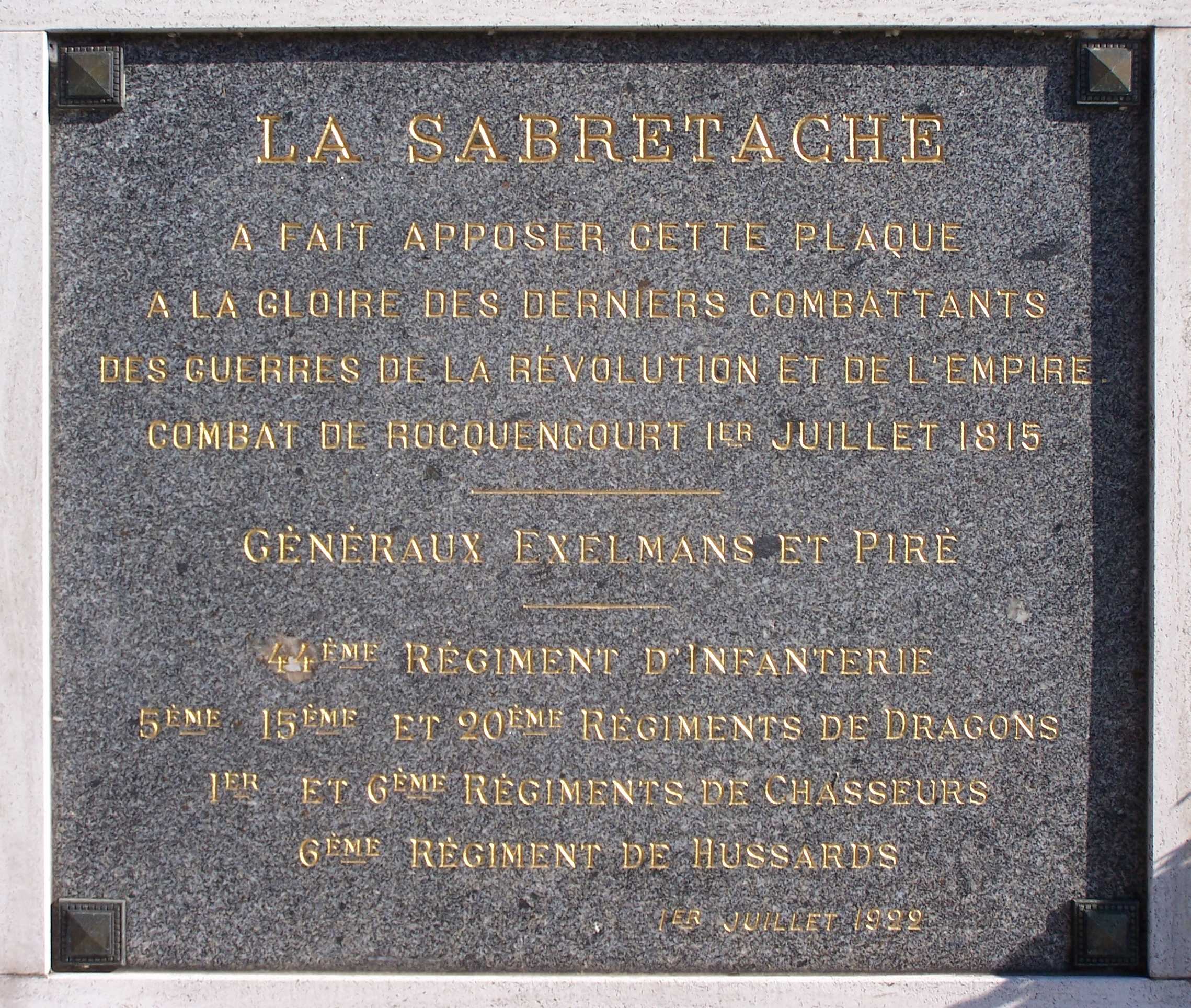
Plaque commémorative de la bataille du 1er juillet 1815.

La dernière bataille des troupes impériales napoléoniennes eut lieu à Rocquencourt, le 1er juillet 1815, soit 13 jours après Waterloo et 9 jours après l'abdication de Napoléon Ier mais avant la signature de l'armistice, alors que les Prussiens avaient envahi la France. Elle fut le fait, à l'instigation du maréchal Davout, des généraux Exelmans et Piré et se traduisit par l'anéantissement d'une brigade prussienne et plus de 400 prisonniers.
En juillet 1951, le grand quartier général des puissances alliées en Europe (SHAPE) s'installe dans des bâtiments pré-fabriqués, construits en trois mois environ par le génie militaire français, sur un emplacement dont la France avait fait don à l'OTAN. Il était situé principalement dans la plaine de Villevert à Louveciennes et une annexe était située au camp de Voluceau à Rocquencourt de l’autre côté de l’autoroute A13, jusqu'au 30 mars 1967. À partir de 1967, le site de Voluceau est occupé par l'INRIA qui y a son siège social. Au début de l'année 2016, l'INRIA déménage l'essentiel de ses équipes dans l'Est parisien, au 2 rue Simone-Iff (12e arrondissement de Paris).

## Politique et administration

### Rattachements administratifs et électoraux
Antérieurement à la loi du 10 juillet 1964, la commune faisait partie du département de Seine-et-Oise. La réorganisation de la région parisienne en 1964 fit que la commune appartient désormais au département des  Yvelines et à son arrondissement de Versailles, après un transfert administratif effectif au 1er janvier 1968.
Pour l'élection des députés, la commune fait partie depuis 1988 de la troisième circonscription des Yvelines.
Elle faisait partie de 1806 à 1964 du canton de Versailles-Ouest, année où elle intègre le canton de Versailles-Nord-Ouest de Seine-et-Oise puis des Yvelines. En 1976, la commune est rattachée au  canton du Chesnay. Dans le cadre du redécoupage cantonal de 2014 en France, ce canton, auquel appartient toujours la commune, est modifié, passant de 2 à 6 communes.

### Intercommunalité
La commune est membre la communauté d'agglomération Versailles Grand Parc, créée fin 2002.

### Politique locale
Le Chesnay et Rocquencourt ont engagé en septembre 2017 une démarche de fusion au sein d'une commune nouvelle qui serait dénommée « Le Chesnay-Rocquencourt », afin  d'être préservés d'une réduction des dotation d'État, alors qu'elles partagent de nombreux équipements et, en ce qui concerne Le Chesnay, afin de pouvoir trouver des solutions à sa carence en logements sociaux, au sens de la Loi SRU,.
Cette fusion, qui a été approuvée par les deux conseils municipaux le 8 octobre 2018 a été ratifiée par l'État, et prend effet le 1er janvier 2019

### Liste des maires
| Période                                  | Période       | Identité              | Étiquette         | Qualité                                                                                     |
| ---------------------------------------- | ------------- | --------------------- | ----------------- | ------------------------------------------------------------------------------------------- |
| Les données manquantes sont à compléter. |               |                       |                   |                                                                                             |
| 1790                                     | 1791          | Charles Petit         |                   | Officier public et municipal                                                                |
| 1791                                     | 1799          | M. Broquet            |                   |                                                                                             |
| 1826                                     | 1829          | Joseph Fouré          |                   | Maréchal-Ferrant                                                                            |
| 1829                                     | 1855          | Beer Léon Fould       |                   | Banquier                                                                                    |
| 1923                                     | 1935          | M. Buthon             |                   |                                                                                             |
| Les données manquantes sont à compléter. |               |                       |                   |                                                                                             |
| 1953                                     | 1958          | Roger Legendre        |                   |                                                                                             |
| 1958                                     | 1971          | Auguste Brunot        |                   |                                                                                             |
| 1971                                     | mars 1977     | Pierre Curvat         |                   |                                                                                             |
| mars 1977                                | juin 1995     | Jacques Leclerc       |                   | Retraité, maire honoraire Chevalier de l'Ordre national du Mérite et des Palmes académiques |
| juin 1995                                | juillet 2000  | Guy Saladin           |                   | Démissionnaire pour raison de santé                                                         |
| septembre 2000                           | décembre 2018 | Jean-François Peumery | RPR puis UMP → LR | Journaliste 1er vice-président de la CA Versailles Grand Parc (2003 → 2020)                 |

### Liste des maires délégués
| Période   | Période   | Identité              | Étiquette | Qualité |
| --------- | --------- | --------------------- | --------- | --- |
| 2019      | juin 2020 | Jean-François Peumery | UMP → LR  | Journaliste Vice-président de la CA Versailles Grand Parc (2016→2020)                                                                                          |
| juin 2020 | En cours  | Benoît Ribert         | MoDem     | Chef d'entreprise Maire de Rocquencourt (2020 → ) Maire-adjoint du Chesnay-Rocquencourt(2020→) Conseiller Communautaire de la CA Versailles Grand Parc (2020→) |

### Jumelages
Schönaich (Allemagne) depuis 2000.

## Population et société

### Démographie
Évolution démographique
L'évolution du nombre d'habitants est connue à travers les recensements de la population effectués dans la commune depuis 1793. Pour les communes de moins de 10 000 habitants, une enquête de recensement portant sur toute la population est réalisée tous les cinq ans, les populations de référence des années intermédiaires étant quant à elles estimées par interpolation ou extrapolation. Pour la commune, le premier recensement exhaustif entrant dans le cadre du nouveau dispositif a été réalisé en 2008.

En 2016, la commune comptait 3 323 habitants, en évolution de +3,36 % par rapport à 2010 (Yvelines : +2,72 %, France hors Mayotte : +2,11 %).
| 1793 | 1800 | 1806 | 1821 | 1831 | 1836 | 1841 | 1846 | 1851 |
| ---- | ---- | ---- | ---- | ---- | ---- | ---- | ---- | ---- |
| 132  | 217  | 234  | 162  | 227  | 261  | 263  | 256  | 261  |

| 1856 | 1861 | 1866 | 1872 | 1876 | 1881 | 1886 | 1891 | 1896 |
| ---- | ---- | ---- | ---- | ---- | ---- | ---- | ---- | ---- |
| 251  | 259  | 270  | 232  | 275  | 263  | 199  | 238  | 231  |

| 1901 | 1906 | 1911 | 1921 | 1926 | 1931 | 1936 | 1946 | 1954 |
| ---- | ---- | ---- | ---- | ---- | ---- | ---- | ---- | ---- |
| 205  | 201  | 226  | 223  | 250  | 260  | 230  | 191  | 556  |

| 1962 | 1968 | 1975  | 1982  | 1990  | 1999  | 2006  | 2008  | 2013  |
| ---- | ---- | ----- | ----- | ----- | ----- | ----- | ----- | ----- |
| 304  | 886  | 2 030 | 4 034 | 3 871 | 3 218 | 3 261 | 3 273 | 3 216 |

| 2016  | - | - | - | - | - | - | - | - |
| ----- | - | - | - | - | - | - | - | - |
| 3 323 | - | - | - | - | - | - | - | - |

Pyramide des âges en 2007
La population de la commune était relativement âgée. Le taux de personnes d'un âge supérieur à 60 ans (34,3 %) était en effet supérieur au taux national (21,6 %) et au taux départemental (17,5 %).
À l'instar des répartitions nationale et départementale, la population féminine de la commune était supérieure à la population masculine. Le taux (53,5 %) était supérieur au taux national (51,6 %).
La répartition de la population de la commune par tranches d'âge était, en 2007, la suivante :
- 46,5 % d’hommes (0 à 14 ans = 13,8 %, 15 à 29 ans = 17,5 %, 30 à 44 ans = 15,4 %, 45 à 59 ans = 20,7 %, plus de 60 ans = 32,7 %) ;
- 53,5 % de femmes (0 à 14 ans = 12,1 %, 15 à 29 ans = 13,7 %, 30 à 44 ans = 16,1 %, 45 à 59 ans = 22,3 %, plus de 60 ans = 35,8 %).

| Hommes | Classe d’âge | Femmes |
| ------ | ------------ | ------ |
| 0,7    | 90 ans ou +  | 1,7    |
| 11,6   | 75 à 89 ans  | 12,5   |
| 20,4   | 60 à 74 ans  | 21,6   |
| 20,7   | 45 à 59 ans  | 22,3   |
| 15,4   | 30 à 44 ans  | 16,1   |
| 17,5   | 15 à 29 ans  | 13,7   |
| 13,8   | 0 à 14 ans   | 12,1   |

| Hommes | Classe d’âge | Femmes |
| ------ | ------------ | ------ |
| 0,3    | 90 ans ou +  | 0,9    |
| 4,3    | 75 à 89 ans  | 6,6    |
| 11,2   | 60 à 74 ans  | 11,6   |
| 20,3   | 45 à 59 ans  | 20,7   |
| 22,1   | 30 à 44 ans  | 21,5   |
| 19,9   | 15 à 29 ans  | 18,9   |
| 21,9   | 0 à 14 ans   | 19,8   |

### Cultes
Rocquencourt et Le Chesnay ont un cimetière commun qui se trouve au Chesnay, près de l'église Saint-Germain. Le monument aux morts, à l'entrée de ce cimetière, est également commun aux deux communes. Rocquencourt n'a pas non plus d'église, la plus proche étant l'église Saint-Germain susdite.

### Manifestations culturelles et festivités
Chaque année depuis 1997, se tient, au théâtre de Rocquencourt (centre André-Malraux), le Festival d'humour et du Café-théâtre, renommé depuis tout simplement « Le Rocquencourt »[réf. nécessaire].
L'arborutum de Chèvreloup accueille les « Botaniques » durant lequel des pépiniéristes proposent au public l'achat de plantes rares. La cinquième édition a eu lieu en juin 2013

## Économie
Commune résidentielle, Rocquencourt compte néanmoins la présence de l'INRIA, qui y a en 2017 son siège, mais qui pourrait rejoindre à terme Saclay.
Le site de l'entreprise Mercedes, qui l'a quitté en 2012 pour rejoindre Montigny-le-Bretonneux a été racheté à l'été 2018 par l'"entreprise française d’ingénierie Akka Technologies qui y aménage un « campus » accueillant, vers 2021 1 500 salariés  qui viendraient notamment de Boulogne-Billancourt et Guyancourt. Le bâtiment, conçu en 1964 par Jean Dubuisson, est restructuré par son petit-fils, Thomas Dubuisson, cofondateur de l’agence d’architecture Search.

## Culture locale et patrimoine

### Lieux et monuments
- La période médiévale est uniquement représentée par deux fours culinaires postérieurs au Xe siècle, relevant d’un usage communautaire [28].

- Le château de Rocquencourt.

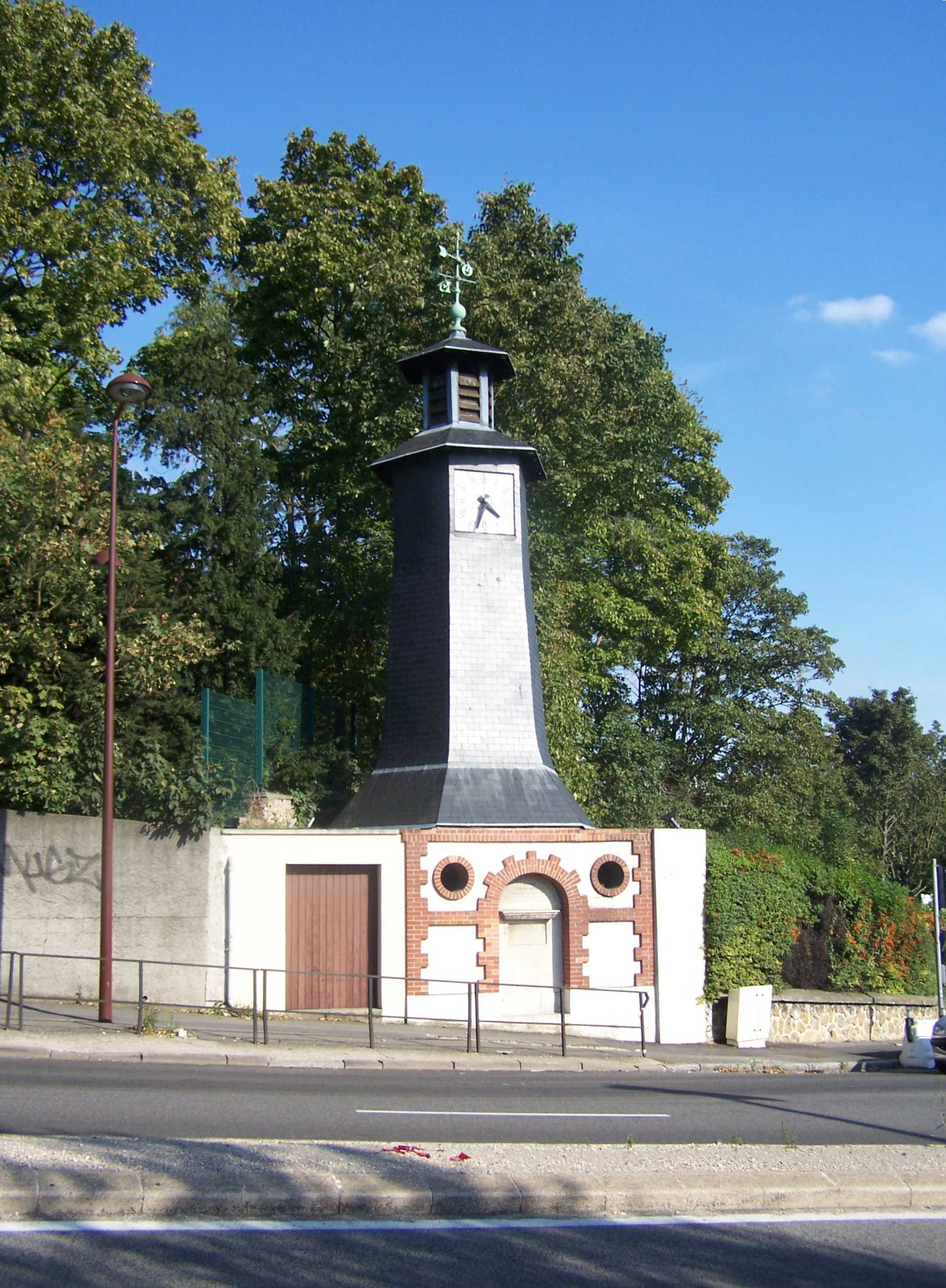
L'horloge de Rocquencourt
Inscription sur le tympan de la voûte centrale : Reconnaissance éternelle des habitants de Rocquencourt à Monsieur FOULD PÈRE maire de la commune fondateur de l'école communale gratuite en 1839 et du monument de l'horloge en 1844.

- L'horloge qui se trouve au bord de la RN 186, face à l'ancienne mairie, date de 1844. Elle a été offerte à la commune par le maire de l'époque, Beer Léon Fould, banquier à Paris et père du ministre de la deuxième République et du second Empire, Achille Fould.

- Rocquencourt abrite l'arboretum de Chèvreloup sur 150 ha (les 50 ha restants du domaine sont sur la commune de Versailles), dont l'entrée se trouve au no 30 de la route de Versailles (RN 186), c'est le plus grand parc botanique de France.

- Rocquencourt abrite, dans le camp Voluceau, dans les anciens bâtiments du quartier-général des Forces Alliées en Europe (SHAPE), le siège de l'INRIA ainsi que, depuis 1967, les services techniques de la brigade de sapeurs-pompiers de Paris.

Avec un effectif total de deux cent vingt-deux personnes, ces services techniques ont pour mission de maintenir dans leur forme opérationnelle les huit cents véhicules de la brigade. Ils ont aussi la mission de gérer, entretenir, réparer, contrôler, tester, stocker, répertorier, réformer et remplacer la multitude de matériels divers, tuyaux, échelles, lances, extincteurs, appareils respiratoires, pompes, pièces détachées, carburants, armes et munitions, outillage et machines, moteurs divers, produits d'extinction, oxygène, gaz carbonique et produits médicaux, matériel nucléaire et de décontamination, bref tout ce qui est indispensable à la brigade pour le bon accomplissement de sa mission.

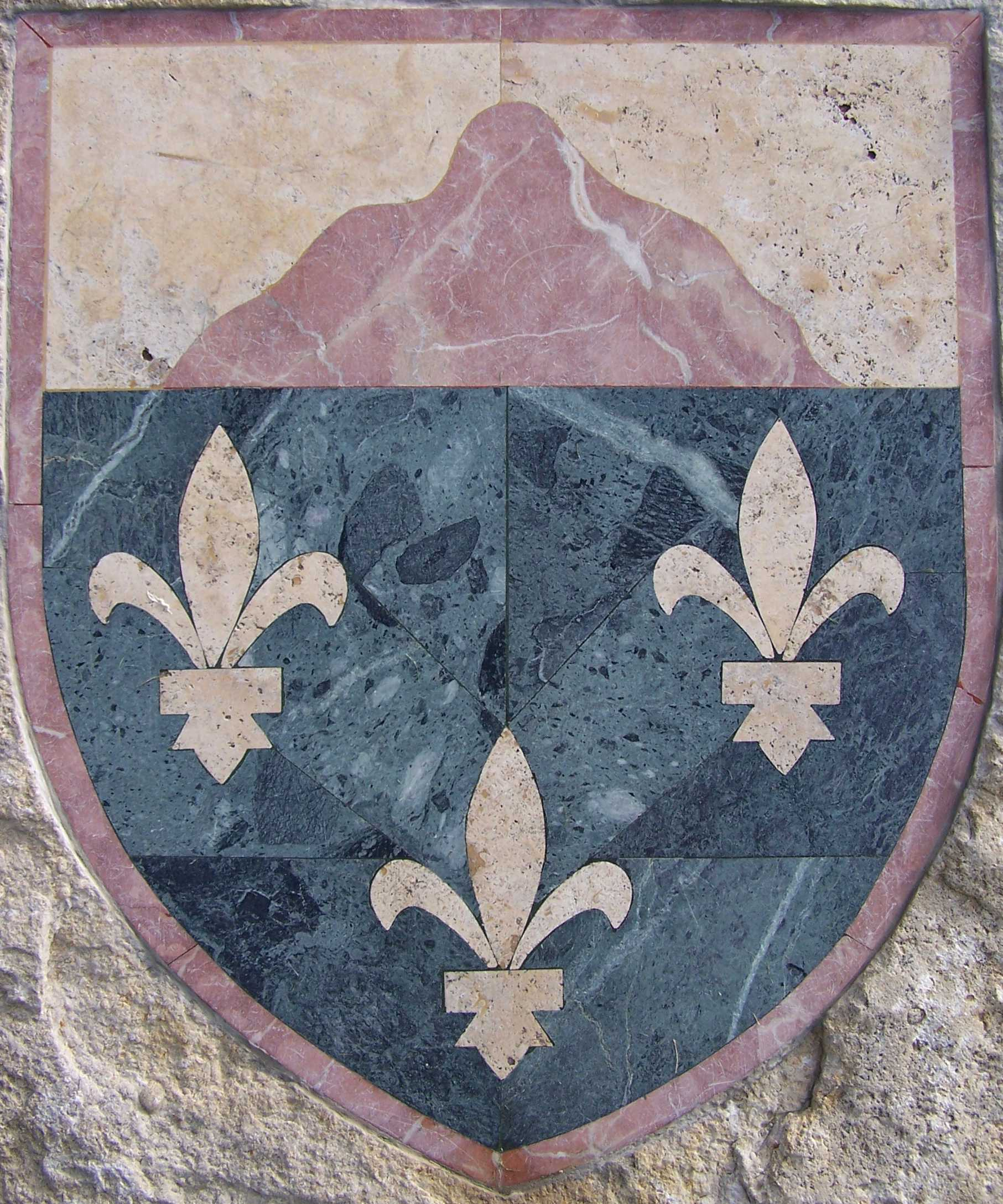
Le blason en marbre à l'entrée de l'hôtel de ville.
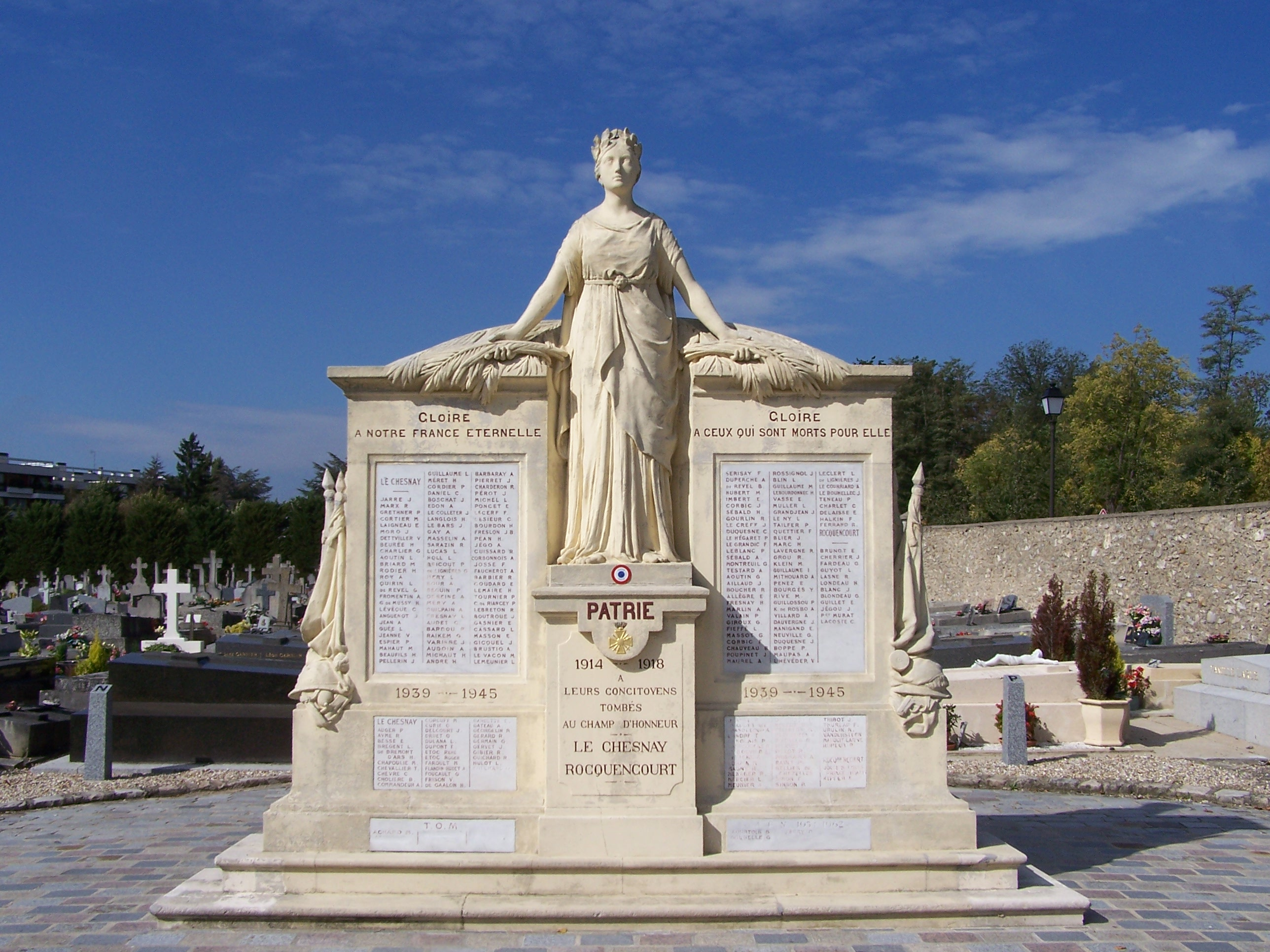
Le monument aux morts du Chesnay et de Rocquencourt.

### Personnalités liées à la commune
- Michel-François d'Ailly ou Marc-François d'Ailly (1724-1800), homme politique français, est né dans la commune[29].
- Sylvain Maillard (1974 - ), homme politique français, député de Paris, est originaire de la commune.
- Théodore Géricault (1791-1824), neveu de Jean-Baptiste Caruel le maire du Chesnay, peint vers 1813 une enseigne pour le maréchal-ferrant de Rocquencourt, Joseph Fouré (1777-1867). L’œuvre appartient de nos jours au Kunsthaus de Zurich[30].

### Rocquencourt dans les arts
- 1977 : Film Mort d'un pourri de Georges Lautner[pourquoi ?].

### Héraldique
| Armes de Rocquencourt | Les armes de Rocquencourt se blasonnent ainsi : d'azur aux trois fleurs de lys d'or, au chef du même chargé d'un roc de gueules mouvant du trait du chef. |